# Europaparlamentsvalet i Belgien 2009
Europaparlamentsvalet i Belgien 2009 ägde rum söndagen den 7 juni 2009. Runt 7,8 miljoner personer var röstberättigade i valet om de 22 mandat som Belgien hade tilldelats innan valet. I valet tillämpade landet ett valsystem med partilistor och d’Hondts metod, utan någon spärr för småpartier. Belgien var uppdelat i tre valkretsar, svarande mot dess tre gemenskaper; franskspråkiga, tyskspråkiga respektive flamländska gemenskapen. Olika partier ställde upp i de olika valkretsarna; få partier ställde upp i mer än en av valkretsarna. Den flamländska valkretsen hade tilldelats tretton mandat, den franskspråkiga åtta och den tyskspråkiga ett mandat innan valet. I likhet med Belgiens tidigare Europaparlamentsval, gav detta upphov till en stor överrepresentation för Kristsociala partiet från den tyskspråkiga valkretsen.
Valet innebar ett bakslag för nästintill alla etablerade partier. Kristdemokratisk och Flamländsk behöll positionen som största partiet och klarade av att behålla samtliga av sina mandat, trots att Ny-Flamländska Alliansen hade brutit sig loss från det valsamarbete som rådde mellan de båda partierna i valet 2004 och tidigare. Det högerextrema partiet Vlaams Belang ramlade ned från andra till fjärde plats och förlorade ett av sina mandat. Även Öppna VLD, Socialistiska partiet, Mouvement Réformateur och Socialistische Partij Anders backade i väljarandel.
Däremot mer än fördubblade Ecolo sitt stöd och kunde erhålla två mandat, ett mer än i valet 2004. Ny-Flamländska Alliansen, som till skillnad från valet 2004 ställde upp som en egen partilista, erhöll drygt sex procentenheter, vilket gav partiet ett mandat. Det euroskeptiska partiet Lijst Dedecker lyckades få runt 4,5 procent av rösterna och därmed ett mandat. Trots att Kristsociala partiet endast erhöll 0,19 procent av det totala antalet röster, kunde partiet säkra det mandat som tilldelats den tyskspråkiga gemenskapen, där partiet erhöll över 32 procent av rösterna.
I likhet med övriga Europaparlamentsval, var valdeltagandet jämte Luxemburgs det högsta i hela unionen. Det minskade dock marginellt jämfört med valet 2004, och nådde således den lägsta nivån i ett belgiskt Europaparlamentsval. Det höga valdeltagandet på 90,39 procent kunde delvis förklaras med att obligatoriskt valdeltagande tillämpades.

## Valresultat
|                                                                                               |         |  |           |        |
|                                                                                               | Andel   |  | Antal     | Mandat |
| Kristdemokratisk och Flamländsk                                                               | 14,43 % |  | 948 123   | 3      |
| Kristdemokratisk och Flamländsk                                                               | –3,00 % |  | –182 996  | ±0     |
| Öppna VLD                                                                                     | 12,75 % |  | 837 884   | 3      |
| Öppna VLD                                                                                     | –0,81 % |  | –42 395   | ±0     |
| Socialistiska partiet                                                                         | 10,88 % |  | 714 947   | 3      |
| Socialistiska partiet                                                                         | –2,66 % |  | –163 630  | –1     |
| Vlaams Belang                                                                                 | 9,85 %  |  | 647 170   | 2      |
| Vlaams Belang                                                                                 | –4,49 % |  | –283 561  | –1     |
| Mouvement Réformateur                                                                         | 9,74 %  |  | 640 092   | 2      |
| Mouvement Réformateur                                                                         | –0,61 % |  | –31 330   | –1     |
| Ecolo                                                                                         | 8,55 %  |  | 562 081   | 2      |
| Ecolo                                                                                         | +4,86 % |  | +322 394  | +1     |
| Socialistische Partij Anders                                                                  | 8,21 %  |  | 539 393   | 2      |
| Socialistische Partij Anders                                                                  | –2,83 % |  | –176 924  | –1     |
| Ny-Flamländska Alliansen                                                                      | 6,13 %  |  | 402 545   | 1      |
| Ny-Flamländska Alliansen                                                                      | +6,13 % |  | +402 545  | +1     |
| Centre démocrate humaniste                                                                    | 4,99 %  |  | 327 824   | 1      |
| Centre démocrate humaniste                                                                    | –0,69 % |  | –40 929   | ±0     |
| Grön                                                                                          | 4,90 %  |  | 322 149   | 1      |
| Grön                                                                                          | –0,04 % |  | +1 275    | ±0     |
| Lijst Dedecker                                                                                | 4,51 %  |  | 296 699   | 1      |
| Lijst Dedecker                                                                                | +4,51 % |  | +296 699  | ±0     |
| Kristsociala partiet                                                                          | 0,19 %  |  | 12 475    | 1      |
| Kristsociala partiet                                                                          | –0,05 % |  | –3 247    | ±0     |
| Övriga partier och kandidater                                                                 | 4,88 %  |  | 320 420   | 0      |
| Övriga partier och kandidater                                                                 | –0,31 % |  | –16 090   | ±0     |
| Ogiltiga och blanka röster                                                                    | 6,31 %  |  | 442 613   | 0      |
| Ogiltiga och blanka röster                                                                    | +0,94 % |  | +74 618   | ±0     |
| Valdeltagande                                                                                 | 90,39 % |  | 7 014 415 | 22     |
| Valdeltagande                                                                                 | –0,42 % |  | +156 429  | –2     |
| Antal röstberättigade 7 760 436 05 EPP 05 S&D 05 ALDE 04 G/EFA 01 ECR 00 GUE/NGL 00 EFD 02 NI |         |  |           |        |